# 白軍營淮軍義塚
22°21′27″N 120°36′18″E / 22.357607°N 120.605108°E
白軍營淮軍義塚，又名枋寮昭忠祠，是位於臺灣屏東縣枋寮鄉隆山村的忠烈祠，祭祀在台灣去世的淮軍士兵。

## 歷史
同治末年，為建造恆春縣城並使原住民歸順，清廷必須打通枋寮至恆春陸路交通。同治十三年（1874年），福建提督唐定奎率淮軍萬人前往駐守。雖然清廷稱：「轉戰奪險，連下番社，易獸為人，是為台灣生番服化之始。」，但提督王德成、張光亮、李常孚，總兵胡國恆、福建候補道員田勤生等文官武將及士兵二千多人，戰死或得傳染病去世，也包括獅頭社事件陣亡的清軍。

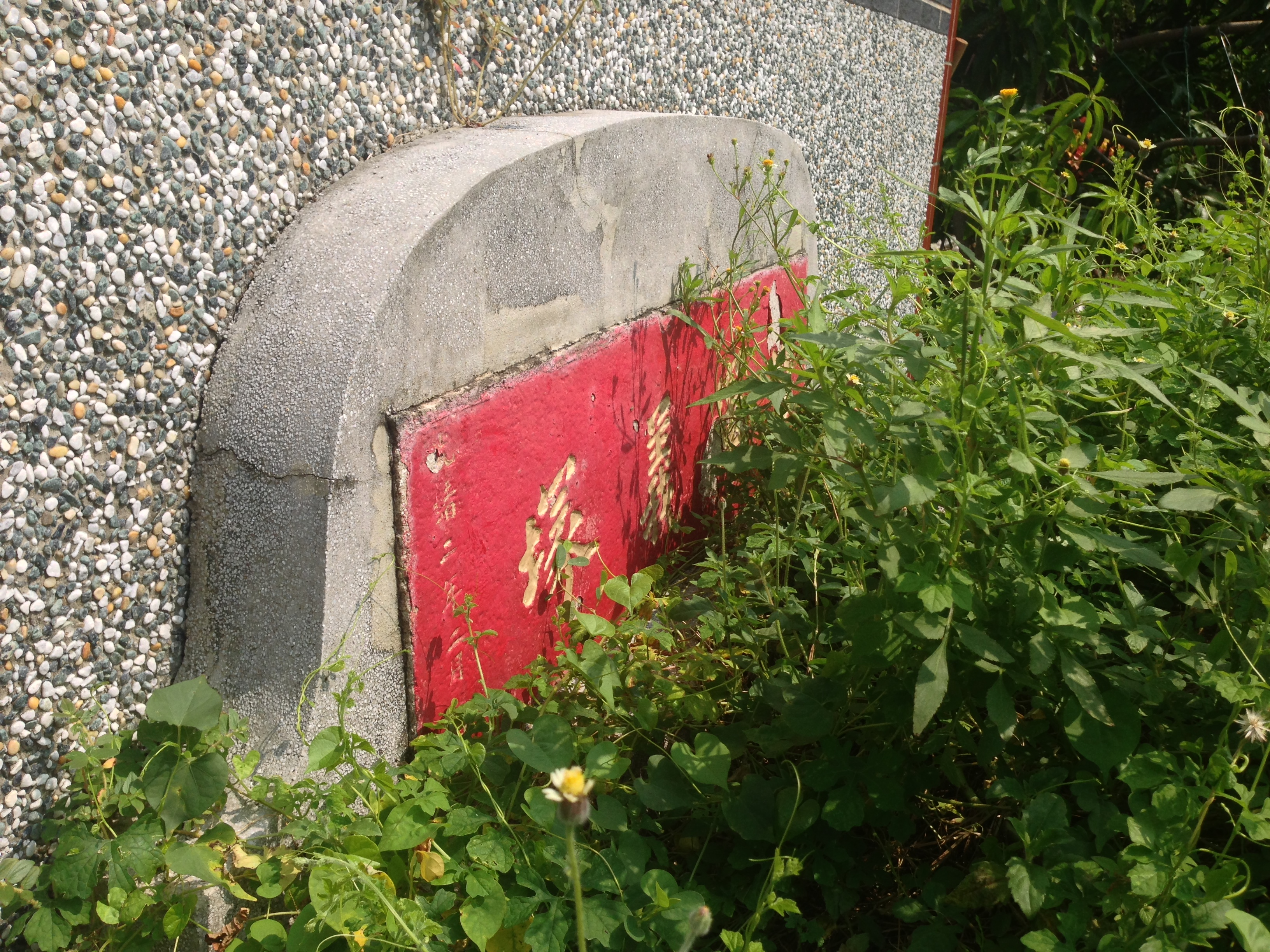
義塚墓碑

《鳳山縣采訪冊》記載亡故的淮軍分葬在枋寮的淮軍義塚及鳳山縣城外北門的武洛塘山。此塚與鳳山縣的淮軍昭忠祠（今高雄市鳳山區北門萬姓公媽廟）一樣，皆購買田產給祠丁佃種，不對他們收佃租，而是要他們將田產收入作祭祀費用及管理、查修祠塚。福建省安徽會館會同鳳山縣遴派司事一名，在春秋兩季要前往枋寮淮軍義塚祭祀，並補貼交通費銀六元；但若領錢卻沒前往祭祀，查獲則革職並追回款項。
該塚埋葬人數，《鳳山縣采訪冊》、福建巡撫丁日昌奏摺都是寫七百六十九員；不過收錄於《台灣文獻叢刊》的〈淮軍病故員弁請卹片〉寫有官兵二百六十五員。
1999年《聯合報》報導，枋寮本地人很少人知道淮軍義塚的由來，當成「將軍廟」祭拜，並提供籤詩，卻無歷史解說牌。2003年，記者呼籲在枋寮鄉隆山村的此塚設立解說牌，讓旅客了解相關歷史。原先枋寮鄉公所網頁的歷史介紹有誤，在2010年4月23日由林順隆指證後已更改，補上《臺灣文獻叢刊》記載。

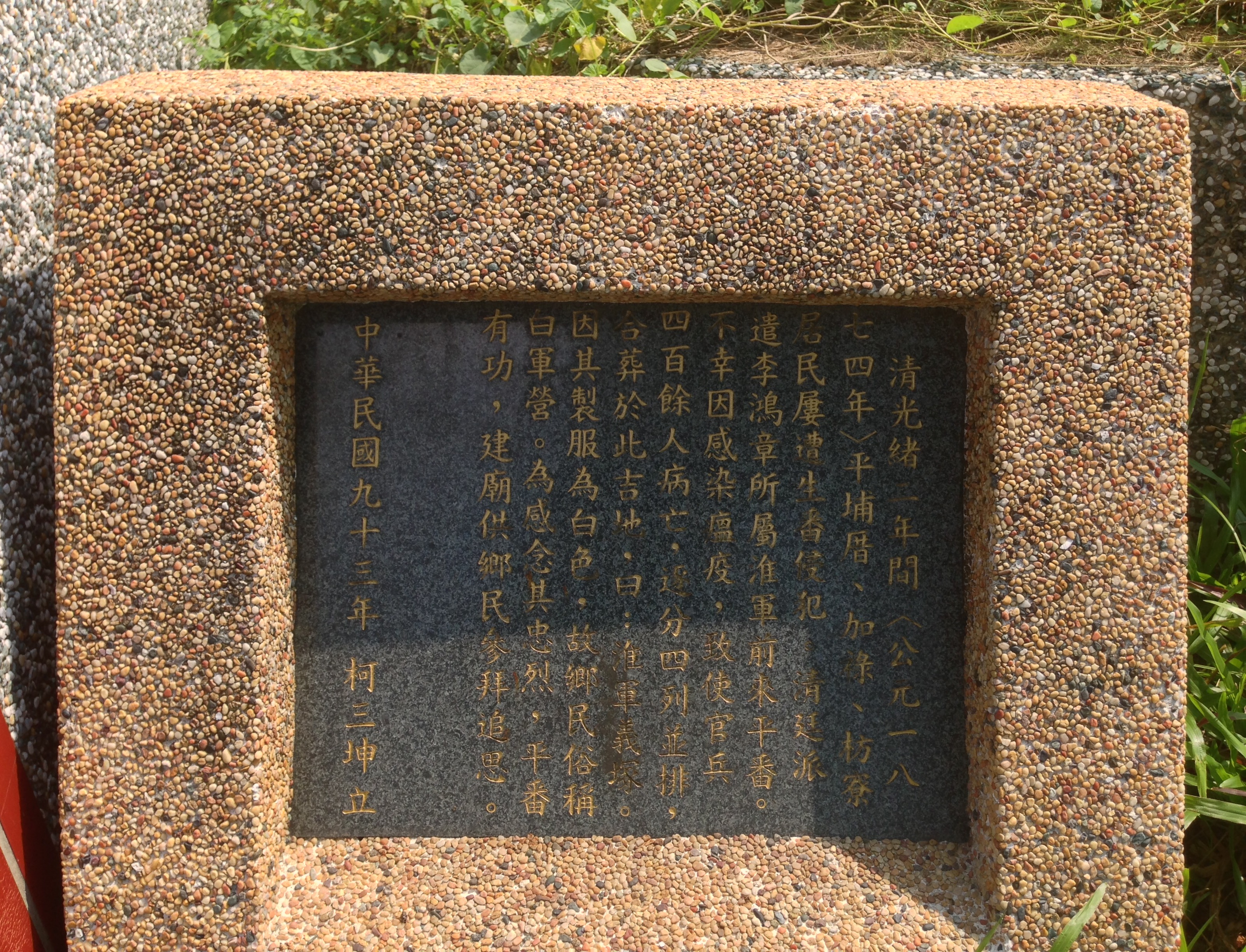
白軍營石碑

地方人士認為是文化資產，可成為旅遊景點。